# 科羅省

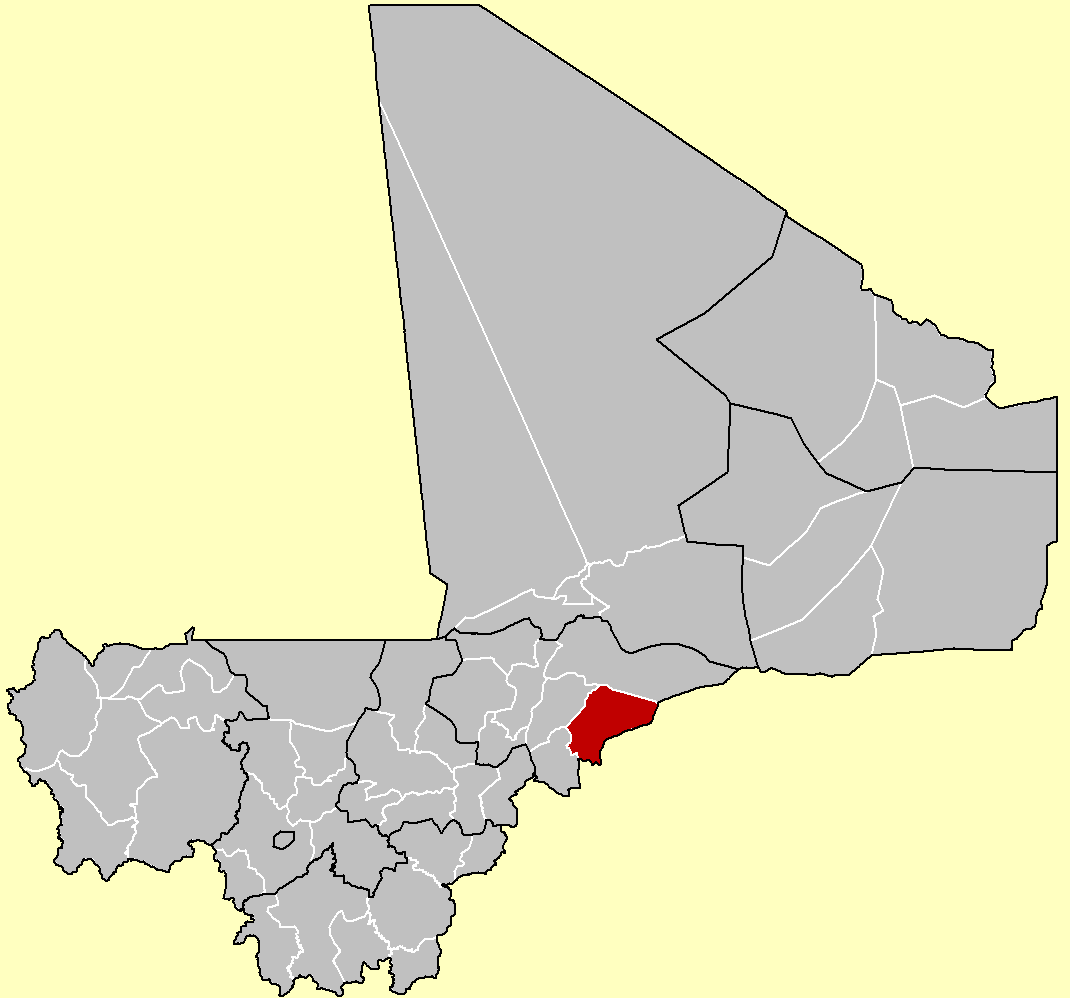

科羅省（法語：Cercle de Koro），是馬里的省份，位於該國中部，由莫普提區負責管轄，首府設於科羅，面積10,937平方公里，2009年人口361,944，該省人口密度每平方公里33人。